# Michael August Blume
Michael August Blume (n. South Bend, Indiana, Estados Unidos, 30 de mayo de 1946) es un diplomático y religioso católico estadounidense.

## Vida y carrera
Nacido el 30 de mayo de 1946, en la ciudad estadounidense de South Bend, que está situada en el Estado de Indiana. Durante su juventud descubrió su vocación pastoral e ingresó en la congregación religiosa de los Misioneros del Verbo Divino (SVD). Al haber terminado su formación eclesiástica, fue ordenado sacerdote el día 23 de diciembre de 1972, por el entonces Obispo Auxiliar de la Diócesis de Fort Wayne-South Bend "Monseñor" Joseph Robert Crowley(†).
Tras numerosos años ejerciendo su sacerdocio, el 6 de abril del 2000, Su Santidad el Papa Juan Pablo II le nombró Secretario Adjunto del Pontificio Consejo para la Pastoral de los Emigrantes e Itinerantes.
Posteriormente el 24 de agosto de 2005 ascendió al episcopado, cuando el Papa Benedicto XVI le nombró Arzobispo Titular de la antigua Sede de Alexanum y Nuncio Apostólico en Benín y Togo.
Al ser nombrado arzobispo titular, además de su escudo, escogió el lema: "Verbum Dei Currat" - (en latín).
Recibió la consagración episcopal el 30 de septiembre de ese mismo año, a manos del entonces Cardenal-Secretario de Estado de la Santa Sede "Monseñor" Angelo Sodano em calidad de consagrante principal. Y como co-consagrantes tuvo al entonces Secretario Adjunto de la Congregación para la Evangelización de los Pueblos "Monseñor" Henryk Hoser y al Cardenal-Subsecretario de Estado "Monseñor" Leonardo Sandri.
Actualmente desde el día 2 de febrero de 2013, ejerce de nuevo Nuncio Apostólico en Uganda.